# Удипи
Удипи или Удупи (канн. ಉಡುಪಿ) — город в индийском штате Карнатака, столица округа Удипи. Известен своим храмом Кришны, являющимся местом паломничества для последователей индуистской традиции вайшнавизма.

## Этимология
Согласно одной из версий, «Удипи» произошло от «Одипу» — названия города на языке тулу. Это название тулу в свою очередь ассоциируется с храмом Баларамы в деревне Вадабхандешвара, что в шести километрах к западу от Удипи. По преданию, именно в этом месте Мадхавачарья обнаружил мурти Шри Кришны в куске глины для тилаки.
Согласно другой версии, название Удупи является сочетанием санскритских слов уду и па, которые соответственно означают «звёзды» и «Господь». Согласно пуранической легенде, однажды, в результате проклятия Дакши Луна практически погасла. У Дакши было 27 дочерей (27 звёзд, или накшатр в ведической астрологии), которые были замужем за богом Луны Чандрой. Чандра и его жёны создали Шива-лингам и начали молится ему, прося Шиву вернуть Луне её былое сияние. Шива был удовлетворён их молитвами и снял с Луны проклятие Дакши, благодаря чему она снова засияла с прежней силой. Согласно легенде, Чандра и его жёны молились лингаму в храме Чандрамулешвара в Удупи. Этому Шива-лингаму поклоняются там до сих пор. Таким образом, согласно этой истории Удупи означает «земля Господа звёзд».

## Религиозное значение

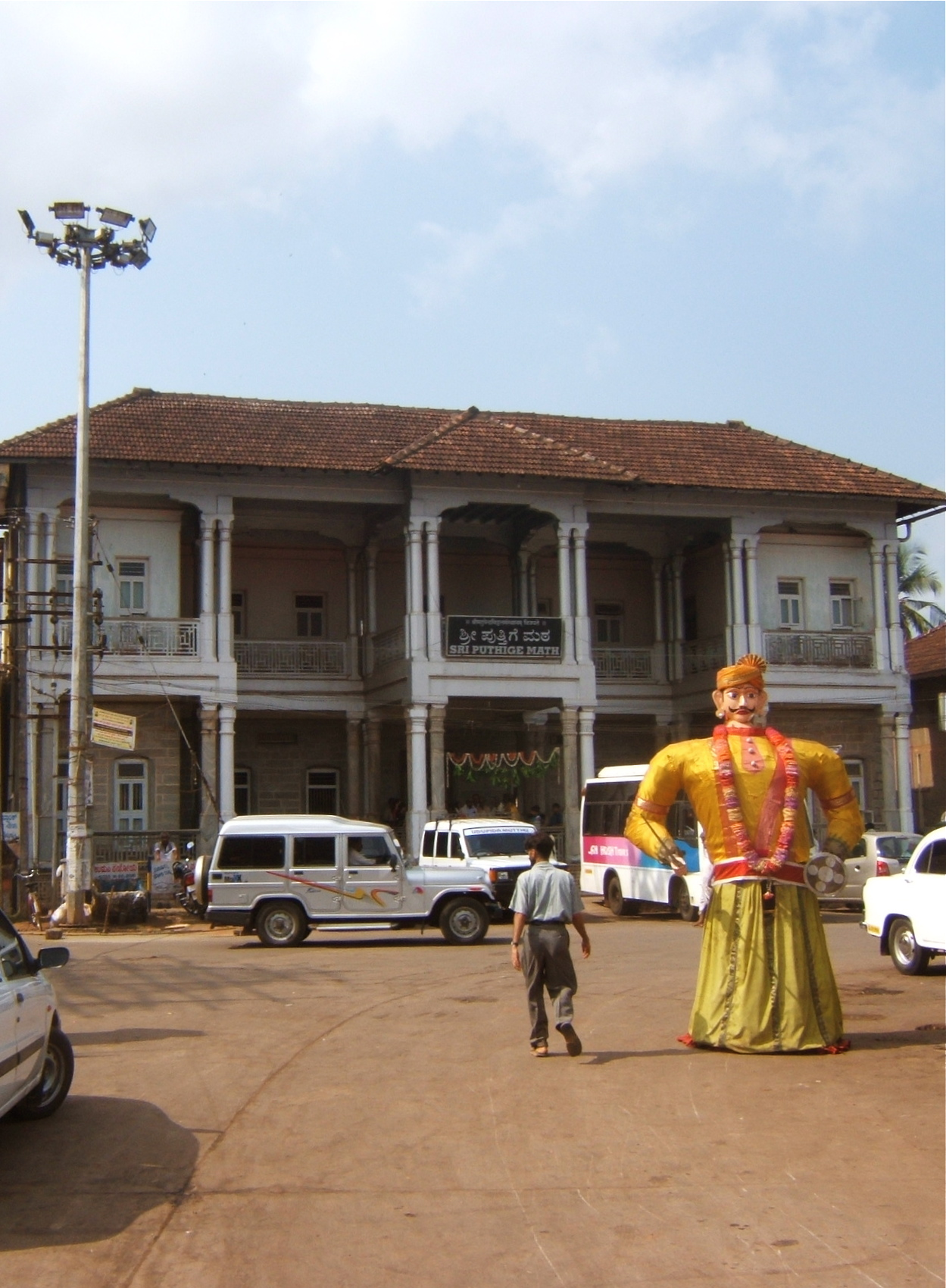
Путхиге-матх — один из вайшнавских Ашта-матхов Удупи.

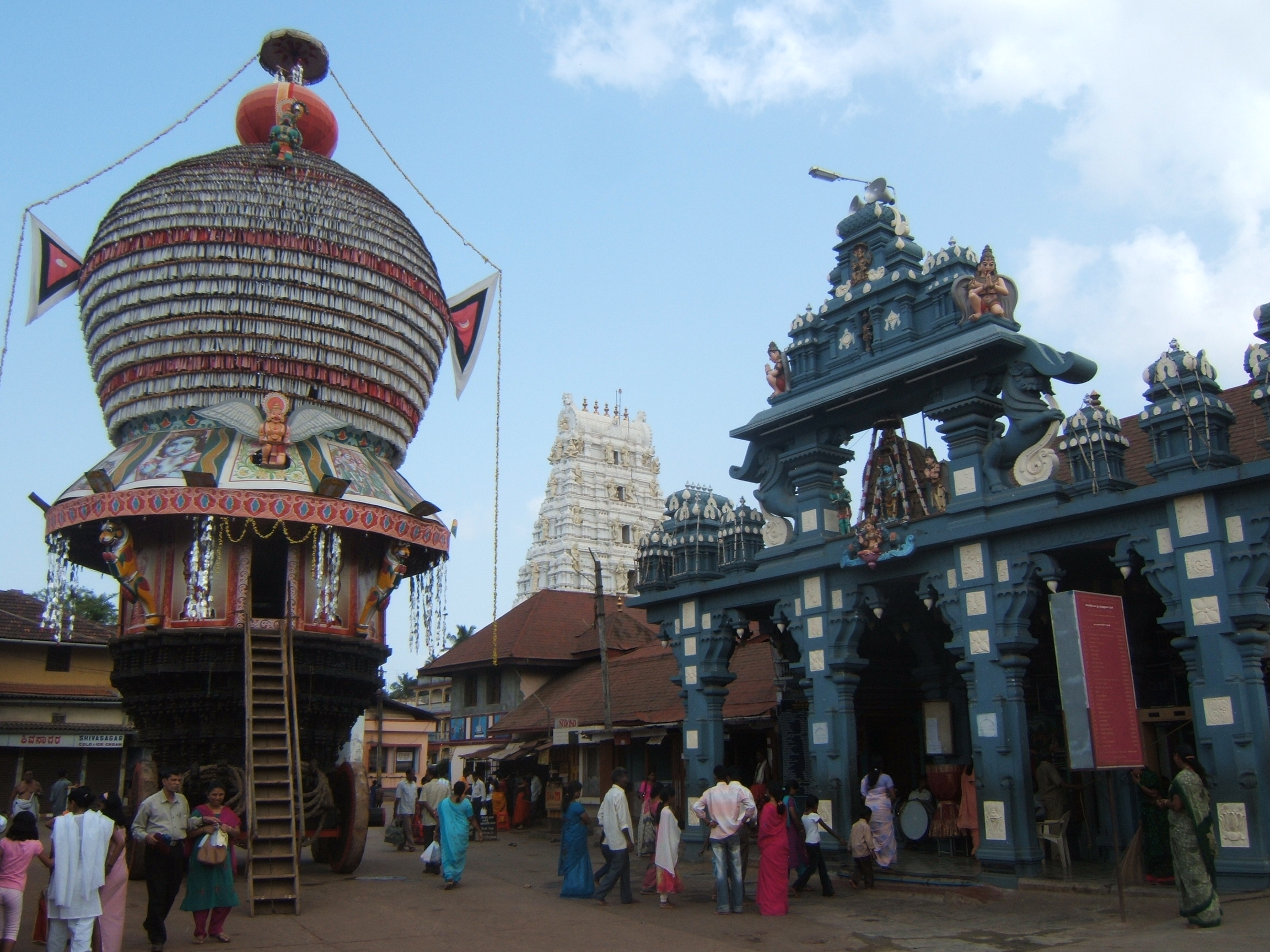
Храм Кришны в Удупи; слева — храмовая ратха, используемая во время религиозных фестивалей.

Удупи прежде всего известен своим храмом Кришны или Шри Кришна-матхом, основанным великим индуистским святым ачарьей Мадхвой в XIII веке.
По преданию, божество Кришны в Удупи было изготовлено более 5000 лет назад из шалаграма-шилы самим Кришной с помощью зодчего богов Вишвакармы. Говорится, что этому божеству поклонялась жена Кришны Рукмини в Двараке. Это мурти изображает Кришну в детском возрасте — эта форма Кришны называется Бала-Кришна. Через некоторое время божество попало к Арджуне, который поклонялся ему и в конце своей жизни спрятал его. С течением времени мурти покрылось толстым слоем глины. Один капитан корабля поднял этот кусок глины на борт своего судна и стал использовать его в качестве балласта. Однажды, корабль этот проплывал мимо берега у деревни Малпе, что в пяти километрах к западу от Удупи. Начался шторм и корабль был близок к тому, чтобы потерпеть крушение. Но Мадхавачарья, находившийся в этот момент на берегу, замахал своей одеждой, привлёк внимание моряков и таким образом спас судно и находившихся на нём людей. В знак благодарности, капитан попросил Мадхвачарью принять в дар любую вещь, которую он увидит на борту корабля. Мадхавачарья забрал с собой кусок глины. Разломав его, он обнаружил прекрасные мурти Кришны и Баларамы. Балараму он установил около Малпе и это божество с тех пор известно под именем Вадабхандешвара. Мурти Кришны Мадхвачарья отнёс в Удупи и установил его в храме. Начатое им поклонение этим божествам не прекращается и по сей день.
Управление матхом и поддержание храма Мадхвачарья передал своим 8 ученикам. Каждый из них основал в Удупи свой собственный матх. Все эти матхи известны как Ашта-матхи («восемь матхов»). Это Педжавара, Путхиге, Палимару, Адамару, Содхе, Каниюру, Ширур и Кришнапура. С тех пор, Ашта-матхи заведуют проведением ежедневных богослужений и управлением храма. Матхи выполняют эти обязанности поочерёдно, сменяя друг друга каждые два года. Передача управленческих функций от одного матха другому осуществляется в день фестиваля Парьяя, проводимого раз в два года. Каждый матх возглавляет Свами, который на два года становится главой администрации храма.
В XVI веке, когда храм находился под управлением Вадираджи Тиртхи, великий преданный Кришны Канака Даса пришёл в Удупи с целью поклониться божеству Шри Кришны в Шри Кришна-матхе. Так как Канака Даса был низкого происхождения, ему не позволили войти в храм. Обойдя вокруг святыни, он увидел маленькое окошко в задней части храма. Обрадовавшись возможности впервые лицезреть своего возлюбленного, Канака припал к этому окошку, где смог увидеть Кришну только со спины. Канака Даса, забывшись, начал петь Кришне хвалебный гимн. Люди, завороженные мелодией и словами его бхаджана, собрались вокруг. Они были поражены глубиной бхакти этого простолюдина. Тут, к великому удивлению сотен людей и священнослужителей, мурти Кришны развернулось и позволило Канаке получить даршан. И до сегодняшнего дня паломникам показывают то место и окошко (известное как канакана-кинди), возле которого Канака Даса пел свою песню и Кришна, тронутый чистой любовью и преданностью Канака Дасы, ответил на его любовь. Божество Кришны стоит лицом к канакана-кинди и по сегодняшний день. Таким образом, храм Кришны в Удупи является единственным индуистским храмом, в котором мурти стоит спиной ко входу.
Канака-кинди разукрашена барельефами с изображением десяти воплощений Вишну. Божество Бала-Кришны можно увидеть сквозь девять маленьких дыр. В левой руке Кришна держит верёвку, а в правой — мантхара-данду, палку для взбивания масла. Кришна-матх известен своими религиозными обычаями и традициями, а также как место изучения философии двайты. Это также центр Даса-сахитьи, одной из форм литературы, зародившейся в Удупи.

### Религиозные праздники
В Удупи регулярно проводится ряд праздников, на которые собираются как местные жители, так и паломники. Фестиваль Парьяя отмечается 18 января каждого чётного года 2006, 2008, 2010. Празднество начинается в 3 часа утра.
Кришна-джанмаштами — это другой крупный фестиваль, проводимый ежегодно. Во время этого фестиваля, люди, одетые в костюмы тигра или другие костюмы, ходят по лавкам и домам в Удупи и собирают пожертвования.
Каждый год в августе в храме Шри Лакшми Венкатеша проводится фестиваль Бхаджана-саптаха. Саптаха означает «неделя». В ходе фестиваля, в течение недели непрерывно поются бхаджаны.
Ратхотсава или Фестиваль колесниц практически всегда проводится на Ратхабиди (Улице колесниц). В ходе празднества, местные жители тянут колесницу (ратху) Кришны вдоль Ратхабиди.

## Население
Согласно всеиндийской переписи 2001 года, в Удупи проживало 113 039 человек, из которых мужчины составляли 49 %, женщины — 51 %. Уровень грамотности взрослого населения составлял 83 %, что выше среднеиндийского уровня (59,5 %). Среди мужчин, уровень грамотности равнялся 86 %, среди женщин — 81 %. 8 % населения составляли дети до 6 лет.
Удупи управляется городским муниципальным советом. В 1995 году в состав Удупи вошли примыкающие к городу населённые пункты Манипал, Малпе и Сантхекатте. 25 августа 1997 года был образован округ Удупи, административным центром которого стал город Удупи. Округ был сформирован на месте талук Удупи, Кундапура и Каркала округа Дакшина-Каннада.
За городскую планировку и развитие Удупи и прилегающих территорий отвечает The Udupi Urban Development Authority (UUDA).

## Климат
| Показатель                    | Янв. | Фев. | Март | Апр. | Май | Июнь | Июль | Авг. | Сен. | Окт. | Нояб. | Дек. |
| ----------------------------- | ---- | ---- | ---- | ---- | --- | ---- | ---- | ---- | ---- | ---- | ----- | ---- |
| Средний суточный максимум, °C | 31   | 31   | 32   | 32   | 32  | 28   | 27   | 27   | 28   | 30   | 31    | 31   |
| Средний суточный минимум, °C  | 21   | 22   | 24   | 25   | 26  | 24   | 23   | 23   | 23   | 23   | 23    | 22   |
| Норма осадков, мм             | 0    | 0    | 0    | 30   | 150 | 940  | 980  | 590  | 260  | 200  | 70    | 10   |

Климат Удупи — жаркий летом и тёплый зимой. С марта по май температура может достигать 40 °C, а с декабря по февраль — от 20 °C до 32 °C. Период муссонов, который длится с июня по сентябрь, отличается сильными ветрами и большим количеством осадков.

## Языки
Самым распространённым языком в Удупи является тулу. Другие важные языки: каннада, конкани и малаялам.

## Кухня
Термин «удупи» (или «удипи») часто ассоциируется с вегетарианской кухней Удупи. Происхождение этой кухни связано с Кришна-матхом. Каждый день, божеству Кришне предлагают разные блюда, в приготовлении которых существуют ограничения на некоторые ингредиенты и определённые продукты в период чатурмасы (четырёхмесячного периода в сезон муссона). Эти ограничения в сочетании с необходимость разнообразить предлагаемую Кришне пищу, привели к возникновению новаторской кухни Удупи, блюда которой включают много сезонных и местных продуктов. Кухня эта была развита брахманами Кришна-матха в Удупи, которые по сей день ежедневно готовят пищу для божества Кришны и после этого бесплатно распространяют прасад желающим.

## Транспорт
Через Удупи проходит национальная трасса 17 (National Highway 17), которая соединяет город с Мангалором и Карваром. Другими важными дорогами являются трассы в Карталу и Дхармастхалу и в Шимогу и Шрингери. Автобусы частных и государственных компаний поддерживают регулярное сообщение между Удупи и другими населёнными пунктами Карнатаки. Удупи — это одна из станций на Конканской железной дороге. Ближайший аэропорт располагается в 50 км от Удупи — это Мангалорский международный аэропорт.
Сообщение внутри города и его пригородах поддерживается городскими автобусами, которые начинают свой маршрут с городского автовокзала. Существует различные номера маршрутов.
Находящаяся в 5 км деревня Малпе является ближайшим к Удупи портом/гаванью. Значительно более крупный Мангалорский порт находится в 50 км от Удупи.

## Экономика и промышленность
Удупи — один из самых экономически процветающих городов Карнатаки. По уровню доходов на душу населения, Удупи занимает третье место в штате Карнатака после Мангалора и Бангалора, которые, соответственно, находятся по этому показателю на первом и втором месте.
Удупи — это родина таких крупных индийских банков, как Syndicate Bank и Corporation Bank. Экономика Удупи в основном базируется на сельском хозяйстве и рыболовстве. Основными отраслями пищевой промышленности является выращивание и обработка орехов кешью и молочная промышленность. В Удупи, однако, нет крупных промышленных предприятий. Когда правительство Карнатаки подписало договорённость с компанией Cogentrix Light and Power Industry на строительство теплоэлектростанции в Нандикуре, против осуществления проекта выступили местные жители и природоохранные организации, в результате чего осуществление проекта было приостановлено. Попытка Nagarjuna Power Corporation построить другую электростанцию в Падубидри также встретилась с сильной оппозицией.
Удупи также является родиной известной компании Robosoft Technologies, занимающейся разработкой программного обеспечения для Mac OS и Windows. Штаб-квартира компании расположена в Новом Удупи (Сантхекатте, Каллианпур). Благодаря этой компании, Удупи является значительным центром информационных технологий в Индии.

## Искусство и культура
Основными культурными традициями Удупи являются бхута-кола, ати-календжа и нагарадхане. Местные жители празднуют такие фестивали, как Дивали, Дусшера и Рождество Христово. Большой популярностью пользуется такая форма народного искусства как Якшагана — один из основных видов музыкально-танцевальных представлений индийского народного театра. Для поддержания и поощрения народных традиций региона, в Удупи была создана организация Rathabeedhi Geleyaru, которая в основном сфокусирована индийском народном театре.

## Планы дальнейшего развития
Удупи продолжает развиваться, одновременно оставаясь важным местом паломничества. Проводится осуществление ряда программ по развитию города и много проектов находятся в стадии разработки. В частности, идёт работа по модернизации трассы Ади Удупи-Кадияли, проходящей через Калсанку (Трасса 25 Малпе-Молакалмуру), которая является одной из главных транспортных артерий города. Новая дорога будет четырёхлинейной трассой шириной в 24 метра. Модернизацию дороги в будущем продолжат до Манипала. В результате этого проекта, в прилегающих к трассе районах заметно возросли цены на землю.
Ведутся работы по расширению национальной трассы 17 от Суратхкала до Кундапура, которая также станет четырёхлинейной. В результате также расширяются и модернизируются те части трассы, которые проходят по территории Удупи. Также ведётся строительство двух эстакад на развилках в Киннимулки и Каравали, которые, как ожидается, уменьшат транзит. Также как и в Майсуре и Мангалоре, в Удупи планируется строительство монорельсовой железнодорожной системы. В поддержку её создания высказывался губернатор штата Карнатаки Б. С. Ядьюраппа. Создание монорельсовой железной дороги должно облегчить дорожное движение внутри города. В настоящее время проводится анализ финансовой целесообразности проекта.
Из-за большого притока в Манипал студентов из-за рубежа, в Удупи планируется открыть аэродром для турбовинтовых самолётов. Частные и государственные строительные компании имеют планы строительства в Удупи торговых комплексов. Эти проекты рассматриваются как целесообразные из-за больших средних доходов на душу населения в Удупи и округе. В Удупи уже существует супермаркет крупной индийской компании «Big Bazaar», которая владеет цепью универсамов во многих крупных городах Индии.

## Галерея

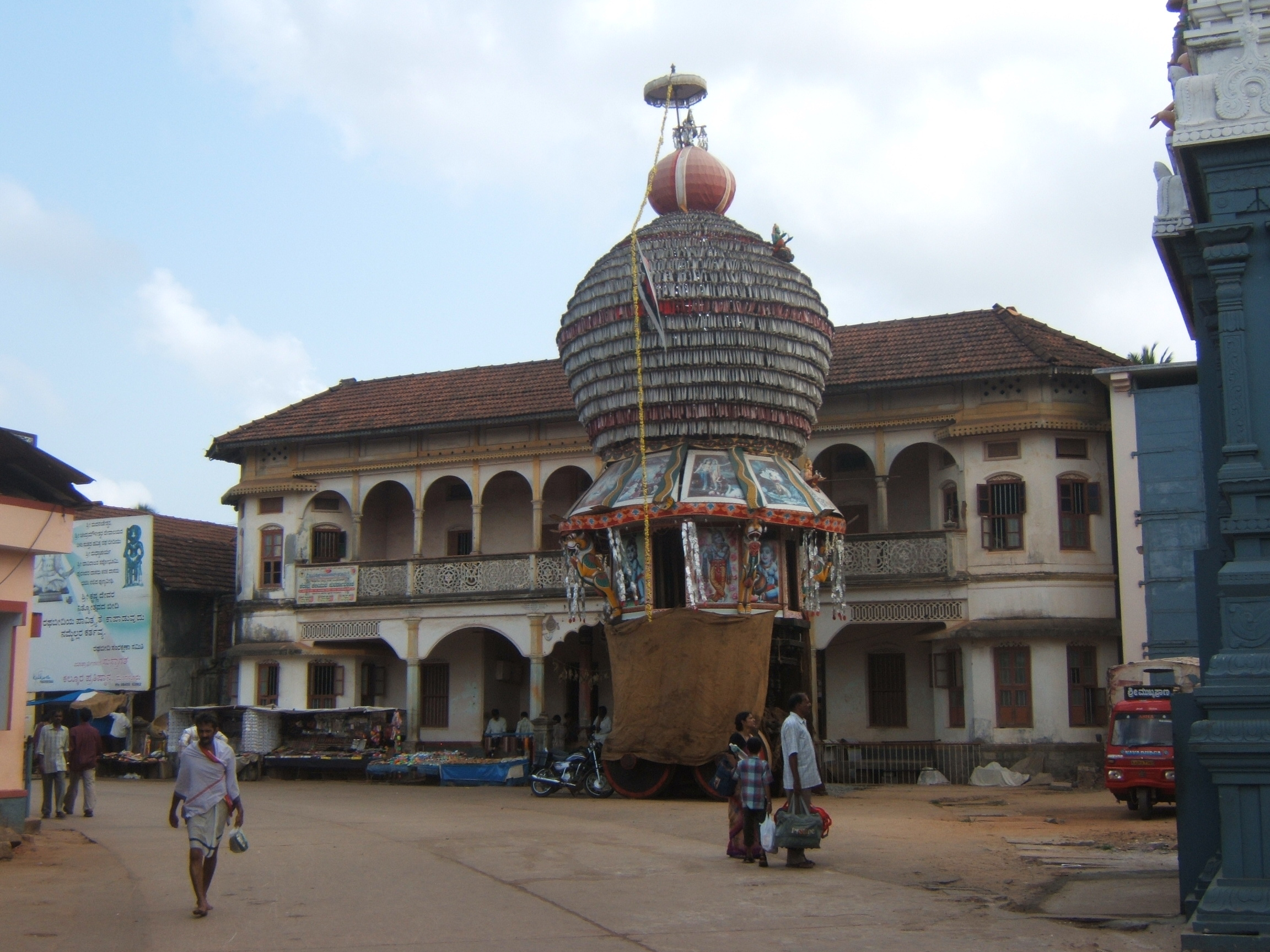
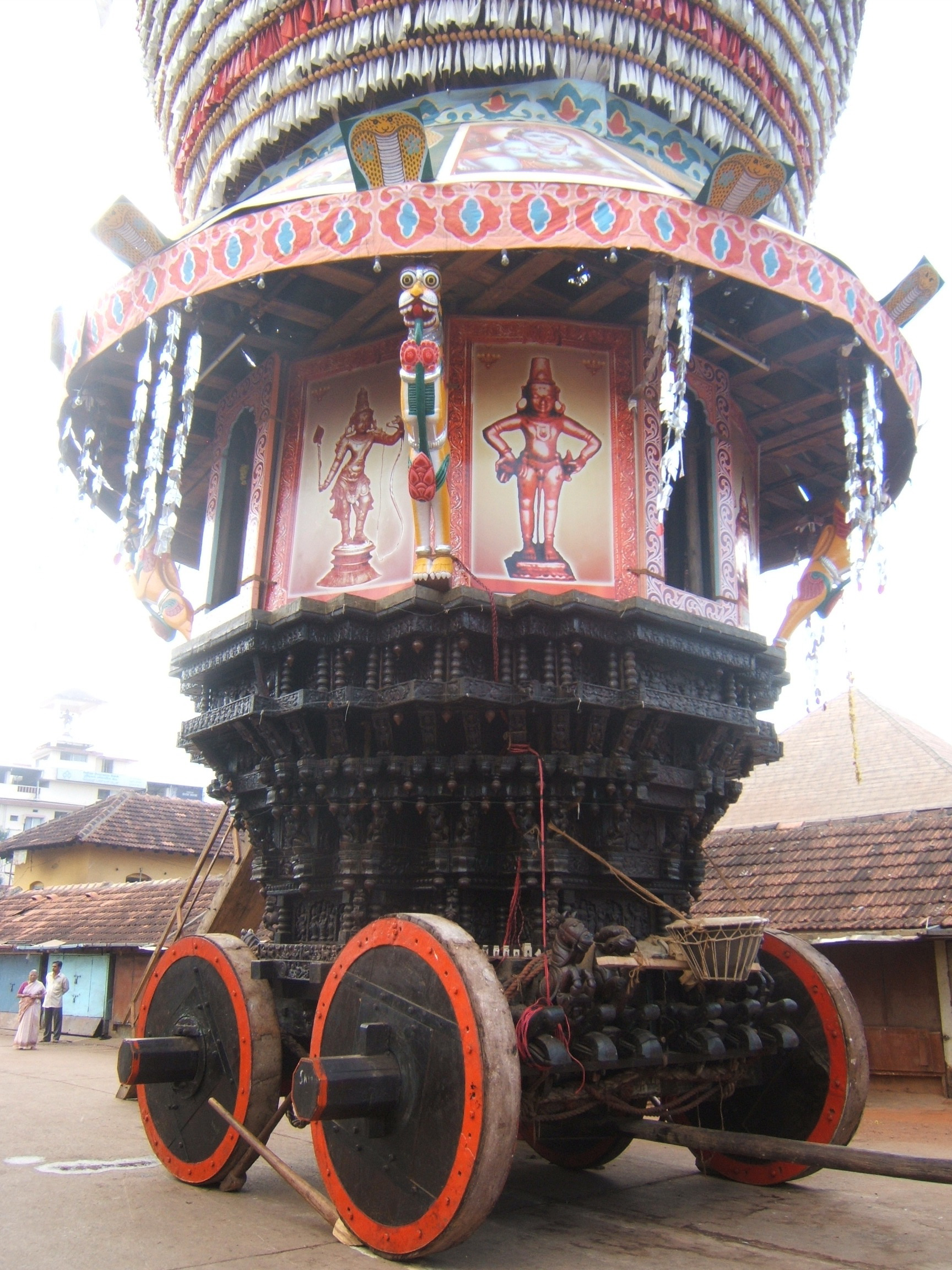
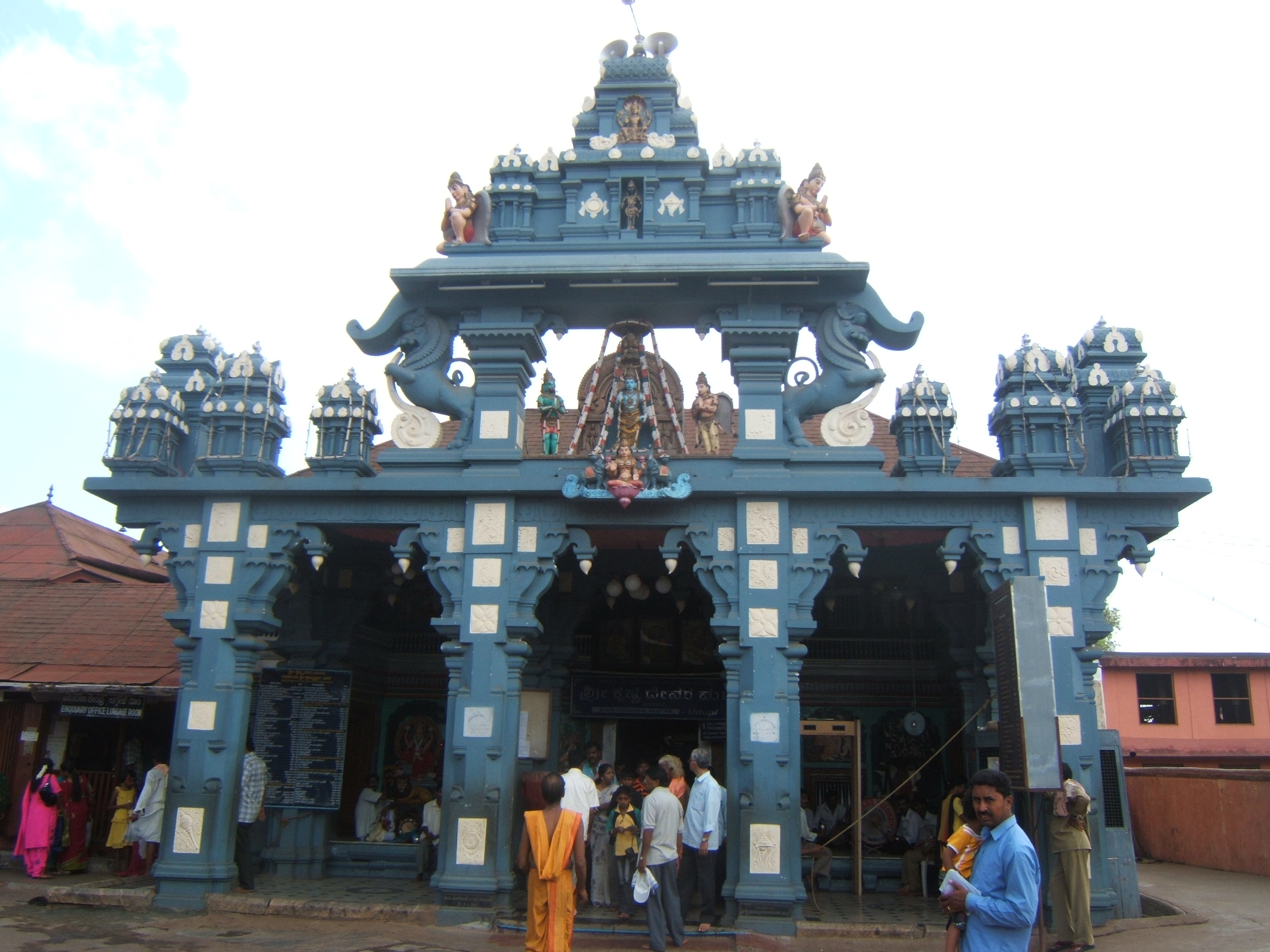
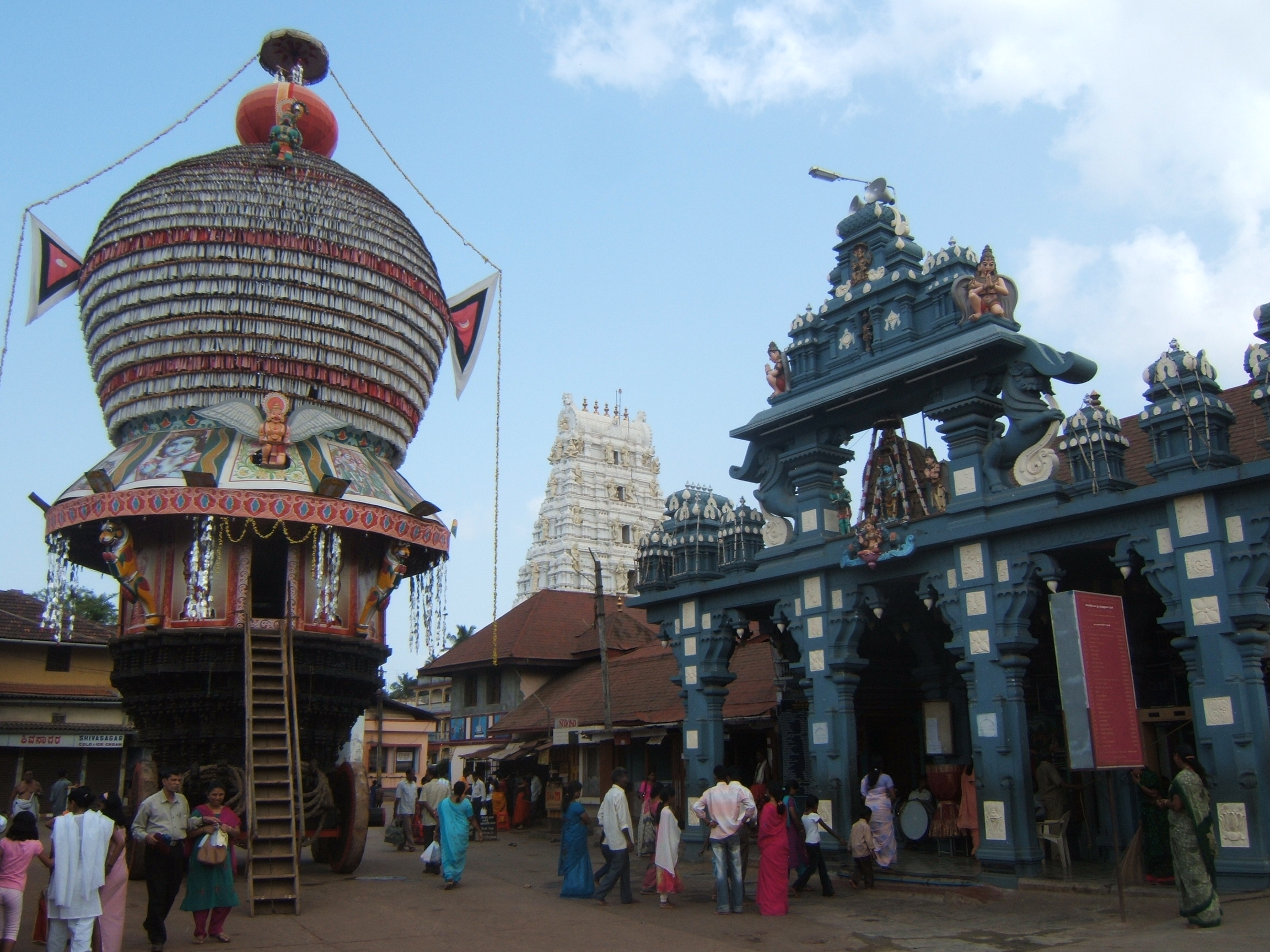
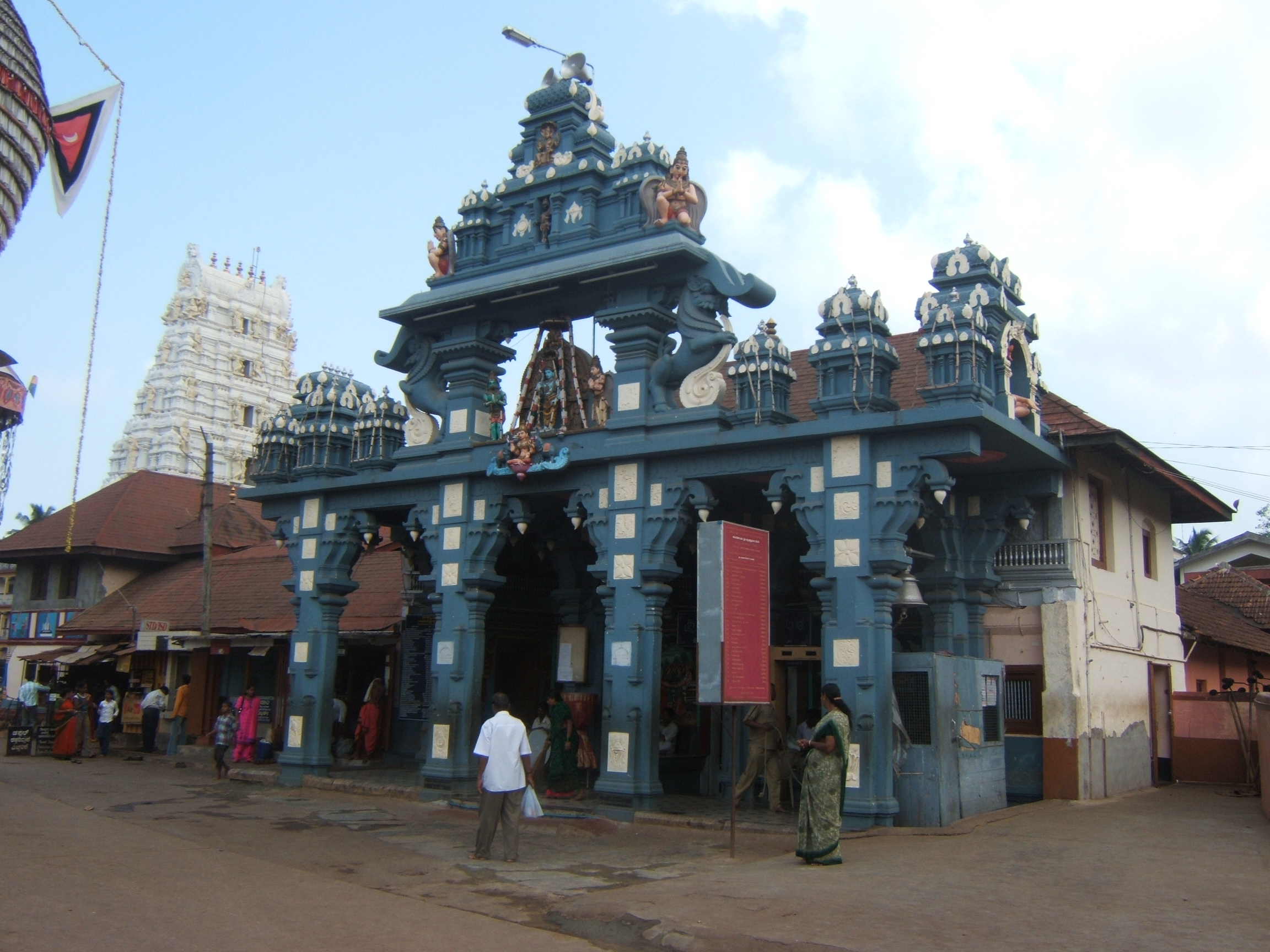
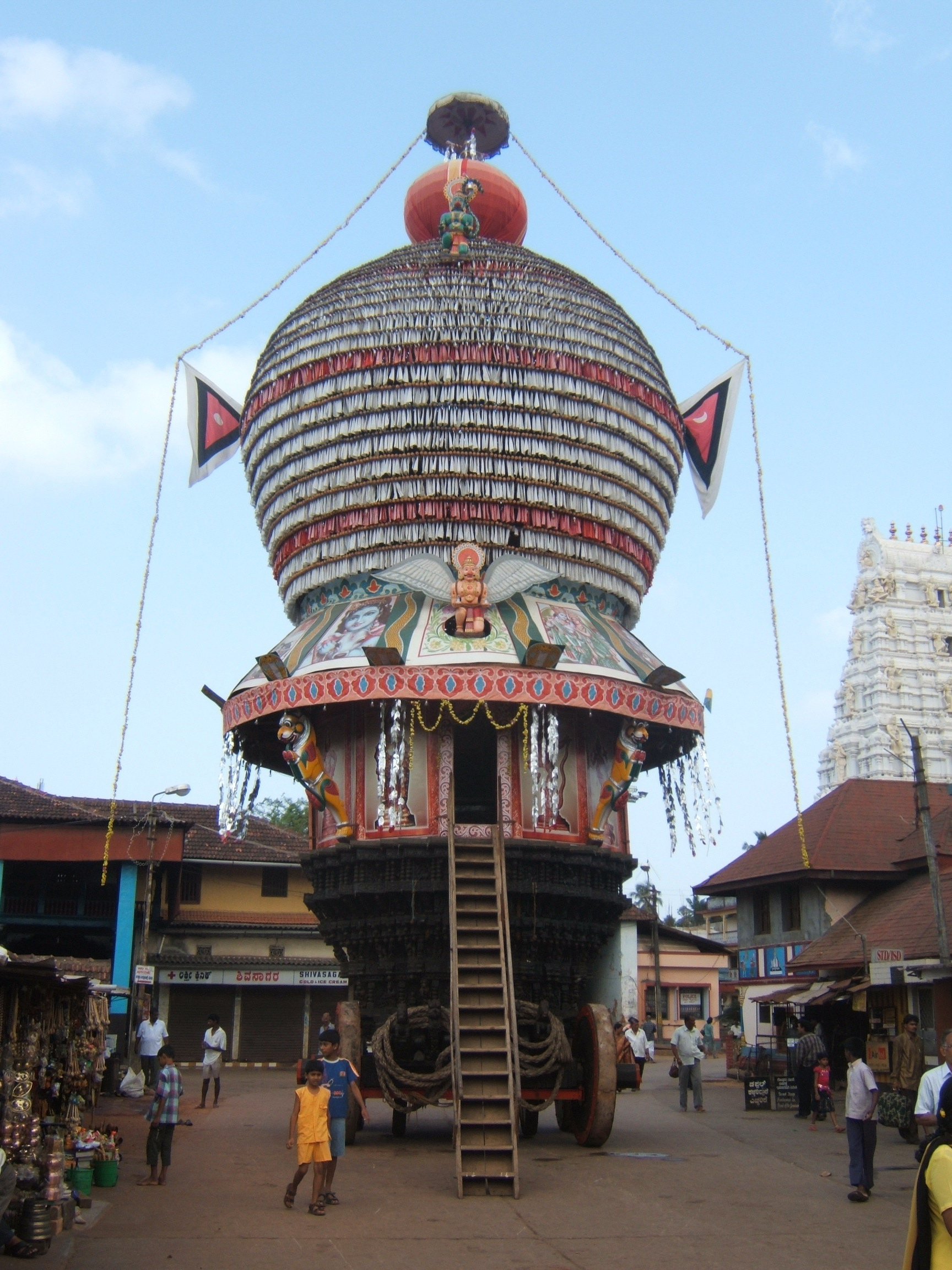
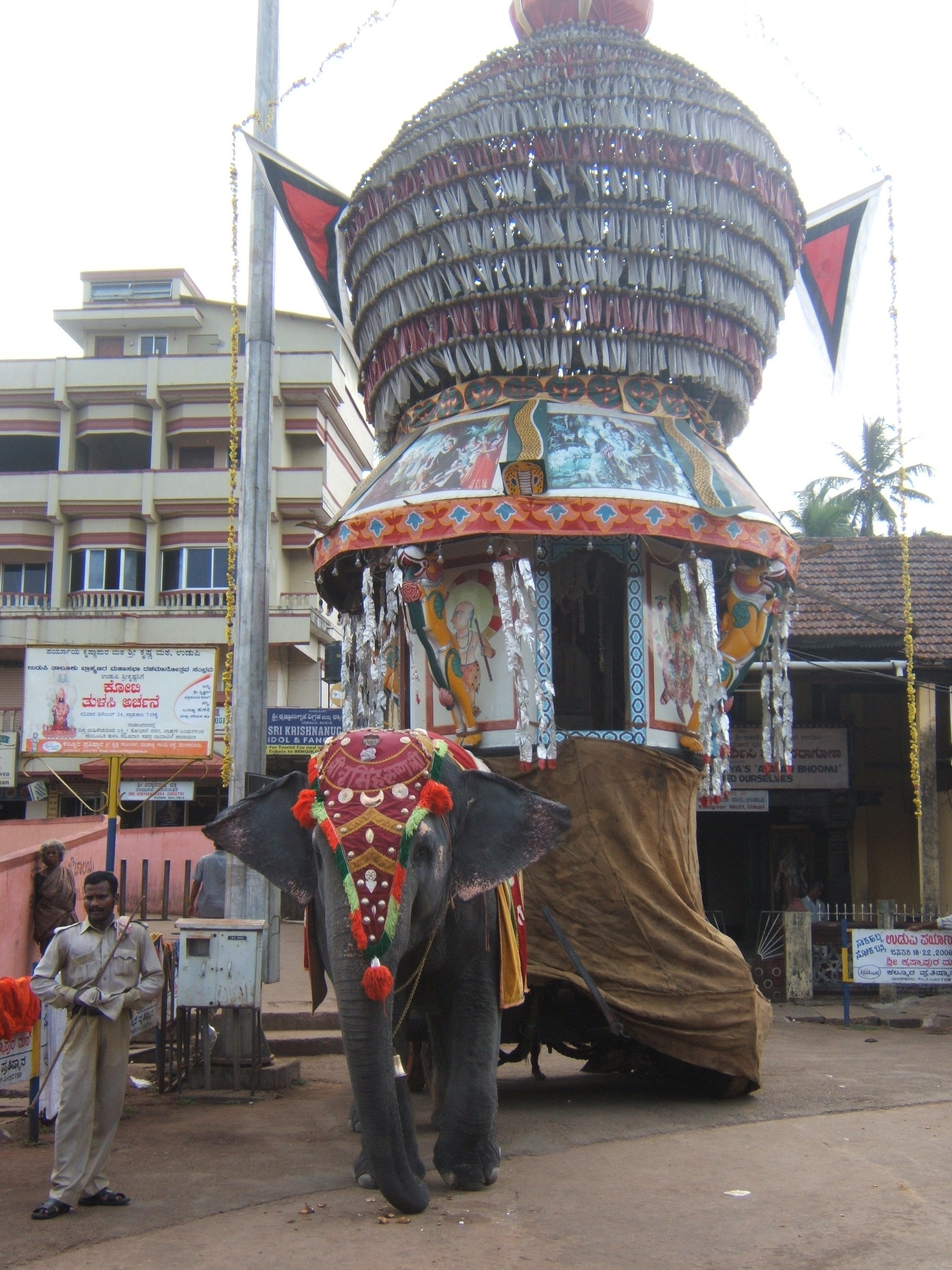
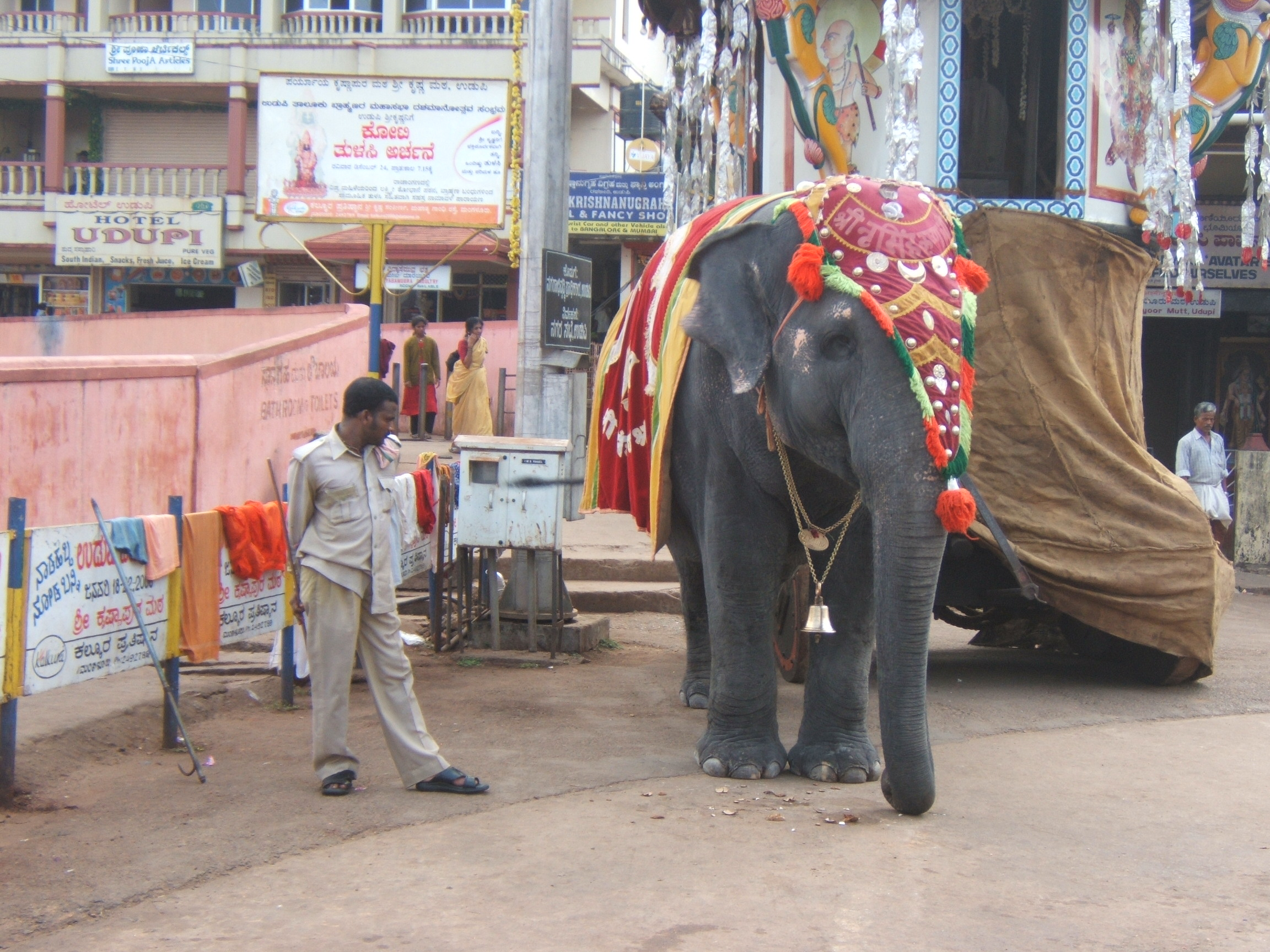
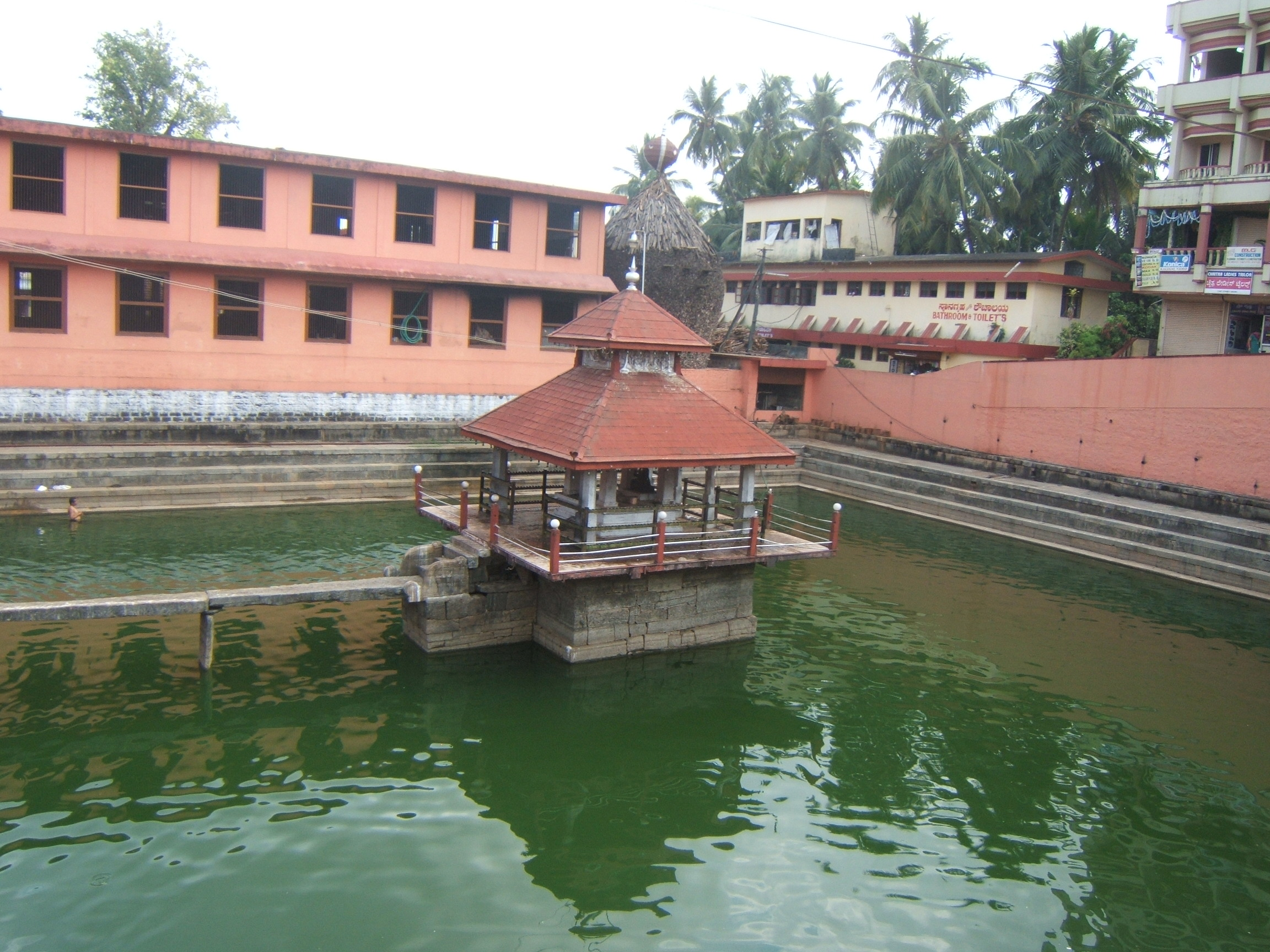
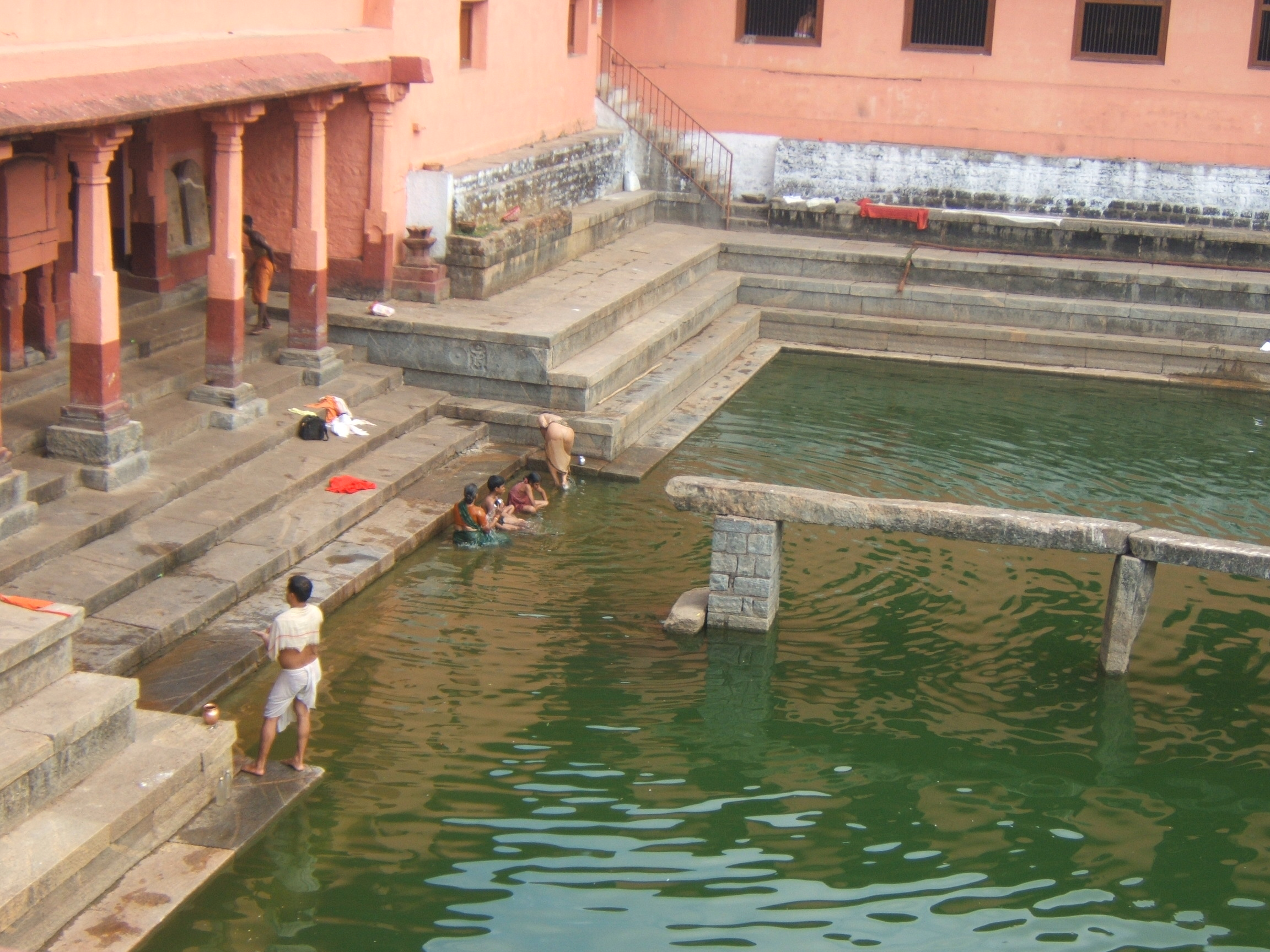
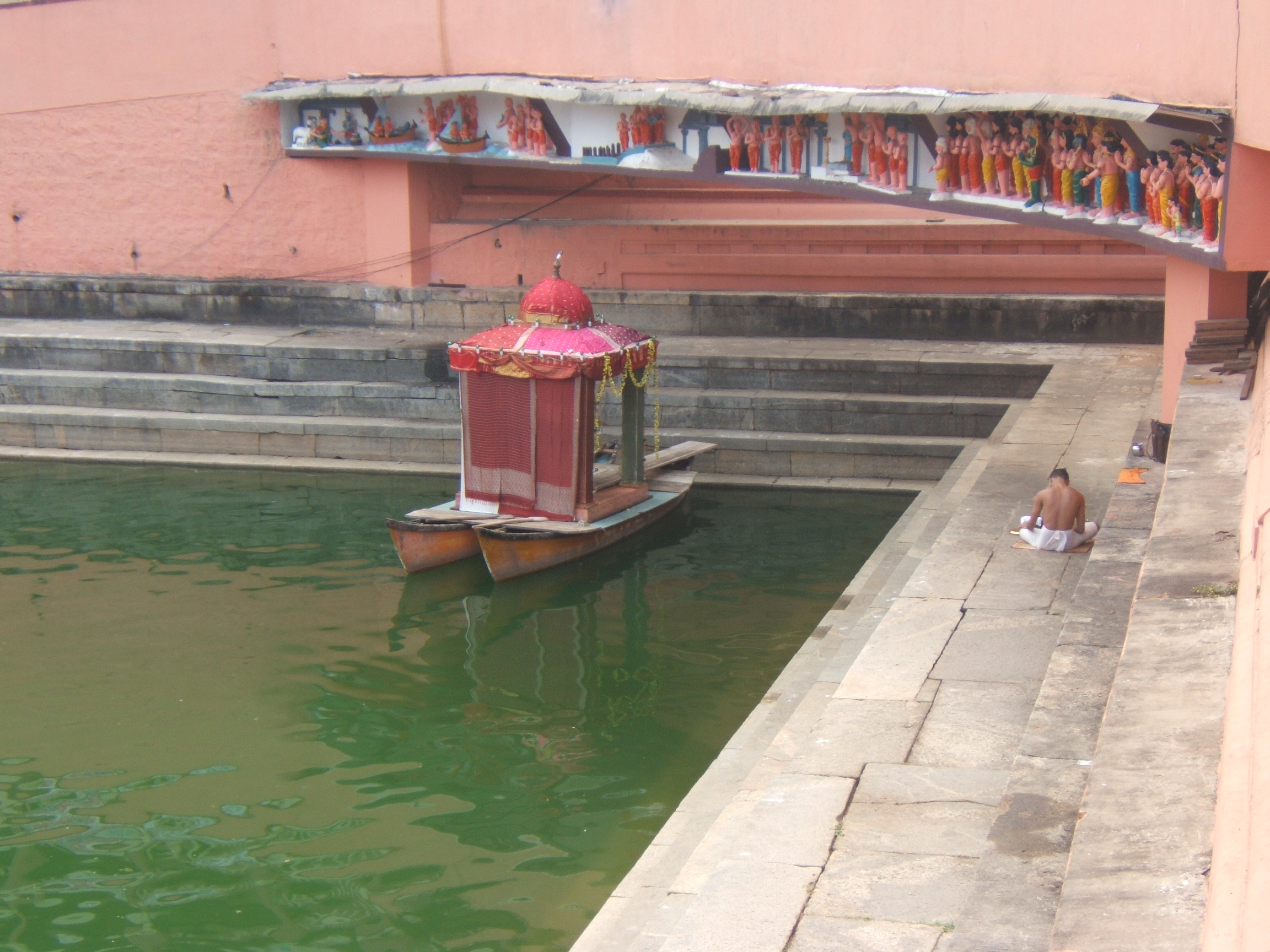
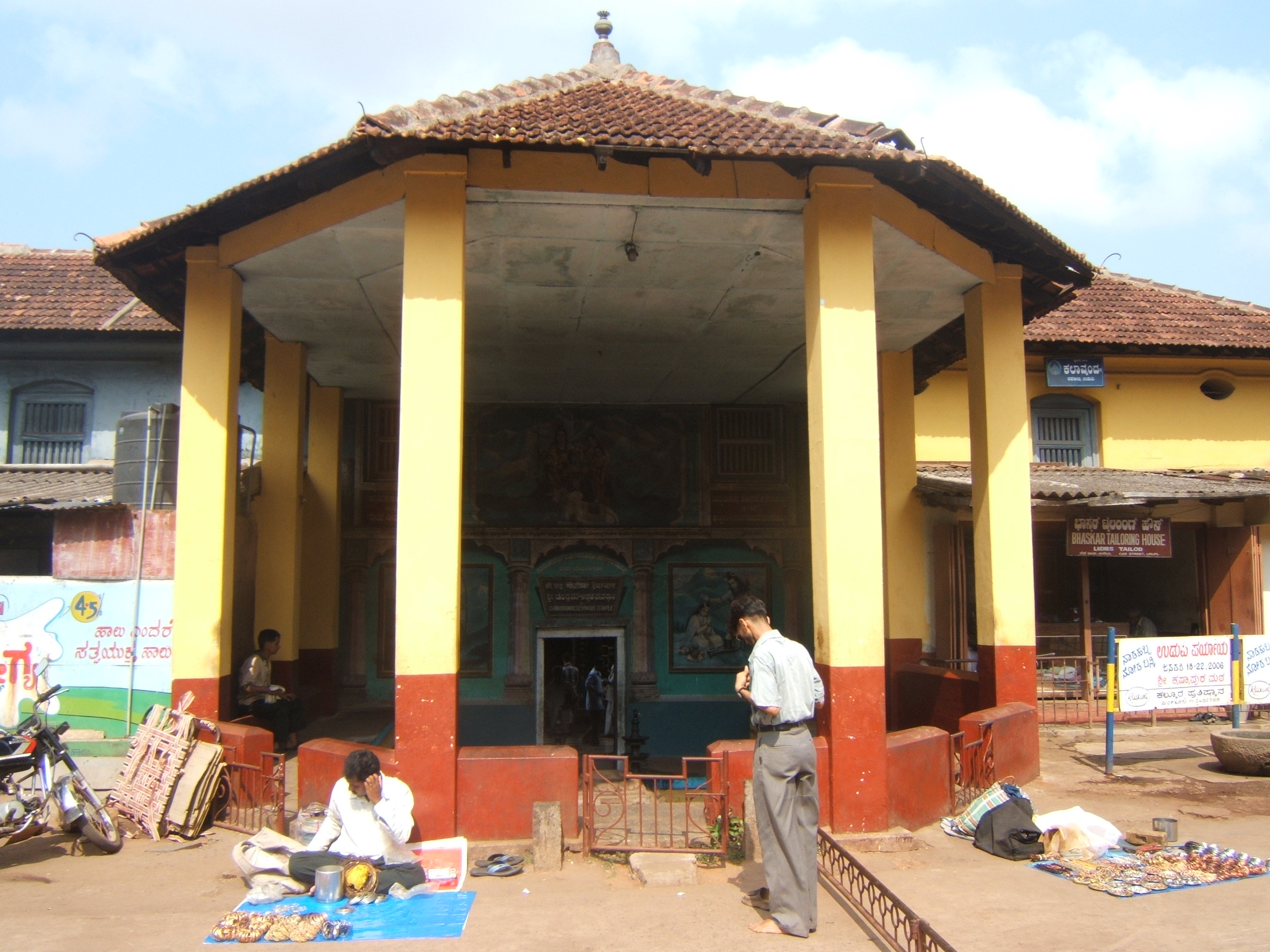